# Ga Hải Dương

Nhà Ga Thành phố Hải Dương thời Pháp thuộc

Ga Hải Dương là một nhà ga xe lửa tại phường Thành Đông, thành phố Hải Phòng. Nhà ga là một điểm của đường sắt Hà Nội - Hải Phòng và nối với ga Cao Xá với ga Tiền Trung.